# Pseudagrion salisburyense
Pseudagrion salisburyense е вид водно конче от семейство Coenagrionidae. Видът не е застрашен от изчезване.

## Разпространение
Разпространен е в Ангола, Ботсвана, Замбия, Зимбабве, Кения, Малави, Мозамбик, Намибия, Свазиленд, Танзания, Уганда и Южна Африка.